# Viktor Arbekov
Viktor Arbekov (Podolsk, 8 maart 1942 - 18 februari 2017) was een Russisch motorcrosser.

## Carrière
In 1964 werd Arbekov derde in het Wereldkampioenschap motorcross 250cc, achter Joël Robert en Torsten Hallman. Het volgende jaar versloeg hij Robert en werd Wereldkampioen 250cc, rijdend met ČZ. Hij was de eerste Rus die wereldkampioen motorcross werd. Zijn bijnaam was "Smiler".
Arbekov stierf aan een slepende ziekte en werd net geen 75 jaar.

## Palmares
- 1965: Wereldkampioen 250cc